# 押切 (名古屋市)
押切（おしきり）は、愛知県名古屋市西区の地名。現行行政地名は押切一丁目及び押切二丁目。住居表示実施。

## 地理
名古屋市西区南部に位置する。東は花の木一丁目・浅間二丁目、南は菊井一丁目、北は天神山町に接する。

## 歴史

### 町名の由来
かつては鴛鴦の生息地であり、鴛鴦喜里（おしきり）と表記したことに由来するとされるが未詳。また水が押し切って流れていた場所との説もある。

### 行政区画の沿革
- 江戸時代 - 尾張国愛知郡に所属する押切村として所在[3]。
- 1878年（明治11年）12月28日 - 押切村の一部により、名古屋区押切町が成立する[5]。また、愛知郡北押切村および南押切村が分離する[6]。
- 1889年（明治22年）10月1日 - 名古屋市成立に伴い、同市押切町となる[5]。
- 1908年（明治41年）4月1日 - 西区成立に伴い、同区押切町となる[5]。
- 1932年（昭和7年）5月1日 - 一部が葭原町に編入される[5]。
- 1980年（昭和55年）10月12日 - 西区押切町・北押切町・天神山町の各一部により、同区押切二丁目が成立[1]。また、押切町の一部が花の木一丁目に編入される[7]。
- 1981年（昭和56年）8月23日 - 押切二丁目に押切町の一部が編入される[1]。また、押切町・菊井通・菊ノ尾通・桜木町・西菊井町・馬喰町の各一部により押切一丁目が成立する[1]。押切町の一部が浅間二丁目に編入される[7]。

## 経済

### 産業
企業
- 都あられ（米菓の製造・販売）

かつて存在した商工業者
『日本紳士録』によると、押切の商工業者は扇子商の井上・佐藤、金物商の石原、玉野屋海産物商の岩井、雑貨商の稲垣、八島屋玩具商の原、乾物商の林、酒醤油商の富田、菓子商の田中、麺粉商の森などがいた。

## 世帯数と人口
2019年（平成31年）2月1日現在の世帯数と人口は以下の通りである。
| 丁目       | 世帯数  | 人口  |
| ---------- | ------- | ----- |
| 押切一丁目 | 261世帯 | 469人 |
| 押切二丁目 | 203世帯 | 440人 |
| 計         | 464世帯 | 909人 |

### 人口の変遷
国勢調査による人口の推移
| 1995年（平成7年）  | 783人 | [ WEB 6 ]  |  |
| 2000年（平成12年） | 720人 | [ WEB 7 ]  |  |
| 2005年（平成17年） | 862人 | [ WEB 8 ]  |  |
| 2010年（平成22年） | 945人 | [ WEB 9 ]  |  |
| 2015年（平成27年） | 910人 | [ WEB 10 ] |  |

## 学区
市立小・中学校に通う場合、学校等は以下の通りとなる。また、公立高等学校に通う場合の学区は以下の通りとなる。なお、小・中学校は学校選択制度を導入しておらず、番毎で各学校に指定されている。
| 丁目       | 小学校                                    | 中学校                                      | 高等学校 |
| ---------- | ----------------------------------------- | ------------------------------------------- | -------- |
| 押切一丁目 | 名古屋市立榎小学校 名古屋市立なごや小学校 | 名古屋市立天神山中学校 名古屋市立菊井中学校 | 尾張学区 |
| 押切二丁目 | 名古屋市立榎小学校                        | 名古屋市立天神山中学校                      | 尾張学区 |

## 交通

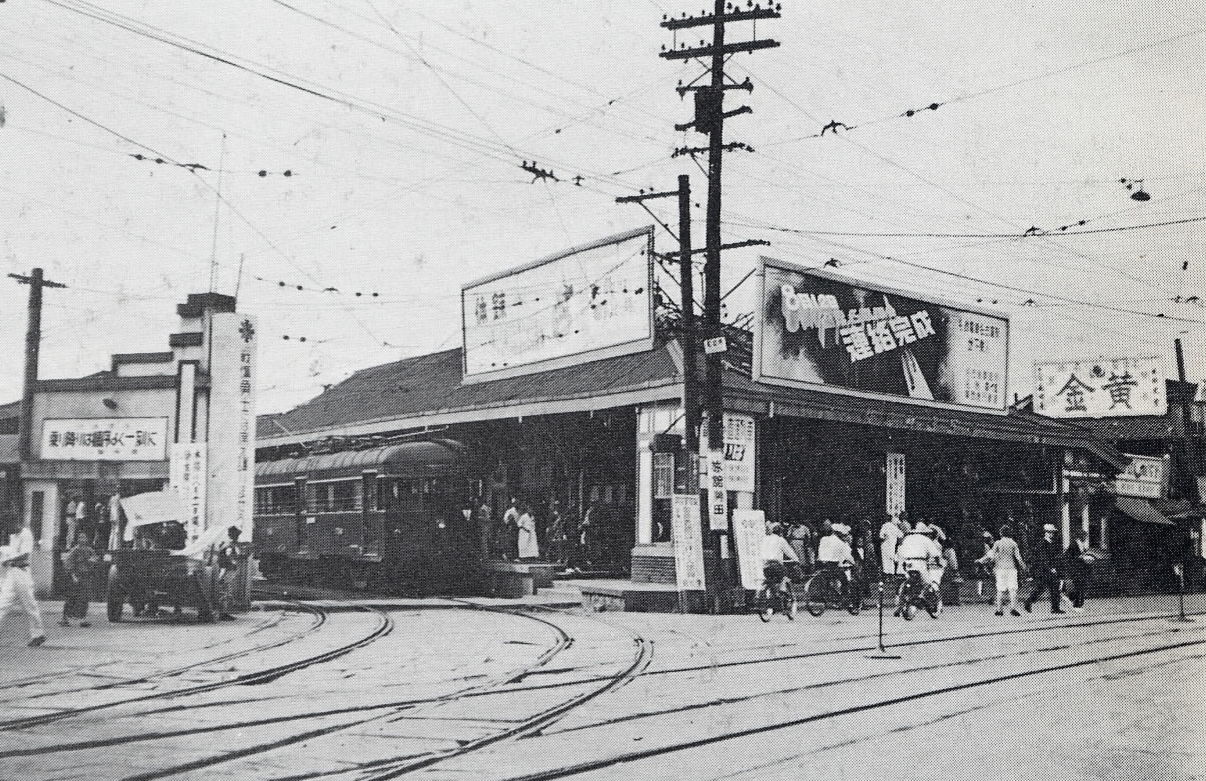
押切町駅

1901年（明治34年）には名古屋電気鉄道の手により、柳橋駅から押切駅間の路面電車である押切線が開業し、終着駅として押切駅が設置された。1910年（明治43年）には郊外鉄道線として郡部線と称する路線が押切駅から枇杷島駅まで延長された。この押切駅は市内の路面電車線と郊外の電鉄線の接続点であり、1941年（昭和16年）の新名古屋駅開業に伴う路線の付け替えにより廃止されるまでターミナル駅として機能した。駅の跡地は、のちに西区役所庁舎、西消防署押切出張所、西区役所および西保健所の合同庁舎の敷地として使用された。

## 施設

### 押切一丁目
- 名古屋市立榎小学校[2]
- いづみ幼稚園[2]
- 単立寺院大道寺[2]
- 旧名古屋市西区役所

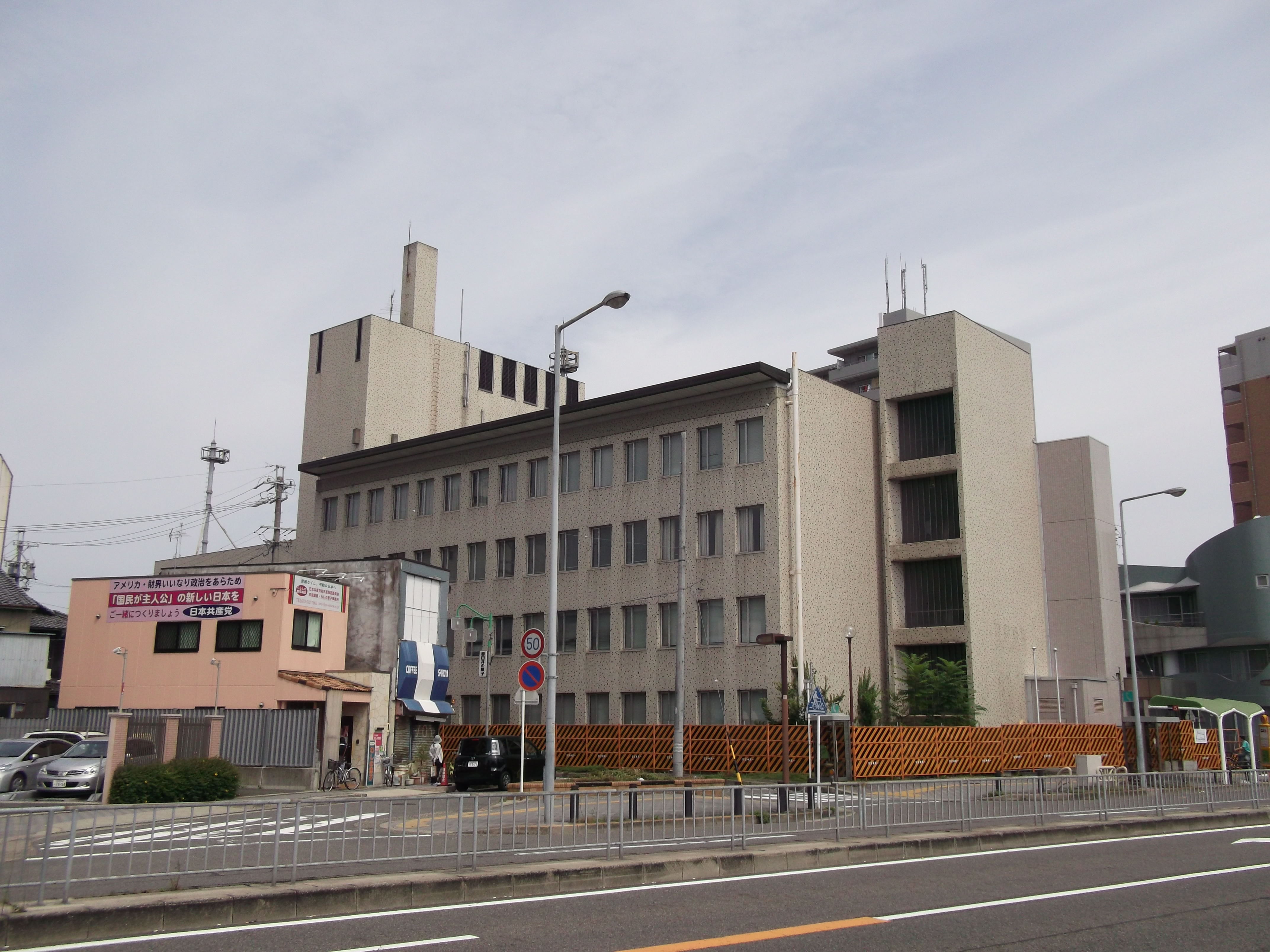
旧西区役所・西保健所（2013年6月）

### 押切二丁目
- 名古屋西税務署[2]
- 真宗大谷派養照寺[2]
- 法華宗陣門流本竜寺[2]
- 白山神社[2]
- 押切第二公園
- 名古屋実践倫理会館

- 名古屋西税務署

## 出身・ゆかりのある人物
- 井上茂兵衛（扇子商、名古屋市会議長、名古屋瓦斯社長） - 住所が押切町1丁目[10]。
- 井上茂兵衛（扇子商、愛知県商品陳列所出品協会副会長） - 井上茂兵衛の養子。
- 石原平左衛門（金物商、鍛冶平、愛知県多額納税者） - 住所が押切町2丁目で、同地有数の資産家として知られる[11]。
- 石原平左衛門（石原商店鉄部代表社員）[12]
- 富田忠利（土木請負業、岩倉銀行常務取締役、旭電気鉄道監査役） - 住所が押切町3丁目[13]。
- 富田朗長（愛知県多額納税者、地主、資産家[13]、金融業）

## その他

### 日本郵便
- 郵便番号 : 451-0063[WEB 3]（集配局：名古屋西郵便局[WEB 13]）。

### WEB
1. ↑  “愛知県名古屋市西区の町丁・字一覧”.   人口統計ラボ. 2017年4月8日閲覧。
2. 1 2  “町・丁目(大字)別、年齢(10歳階級)別公簿人口(全市・区別)”.   名古屋市 (2019年2月20日). 2019年3月10日閲覧。
3. 1 2  “郵便番号”.  日本郵便. 2019年3月10日閲覧。
4. ↑  “市外局番の一覧”.   総務省. 2019年1月6日閲覧。
5. ↑  名古屋市役所市民経済局地域振興部住民課町名表示係 (2015年10月21日). “西区の町名一覧”.   名古屋市. 2017年8月7日閲覧。
6. ↑  総務省統計局 (2014年3月28日). “平成7年国勢調査の調査結果(e-Stat) - 男女別人口及び世帯数 －町丁・字等” (CSV). 2019年4月27日閲覧。
7. ↑  総務省統計局 (2014年5月30日). “平成12年国勢調査の調査結果(e-Stat) - 男女別人口及び世帯数 －町丁・字等” (CSV). 2019年4月27日閲覧。
8. ↑  総務省統計局 (2014年6月27日). “平成17年国勢調査の調査結果(e-Stat) - 男女別人口及び世帯数 －町丁・字等” (CSV). 2019年4月27日閲覧。
9. ↑  総務省統計局 (2012年1月20日). “平成22年国勢調査の調査結果(e-Stat) - 男女別人口及び世帯数 －町丁・字等” (CSV). 2019年4月27日閲覧。
10. ↑  総務省統計局 (2017年1月27日). “平成27年国勢調査の調査結果(e-Stat) - 男女別人口及び世帯数 －町丁・字等” (CSV). 2019年4月27日閲覧。
11. ↑  “市立小・中学校の通学区域一覧”.   名古屋市 (2018年11月10日). 2019年1月14日閲覧。
12. ↑  “平成29年度以降の愛知県公立高等学校（全日制課程）入学者選抜における通学区域並びに群及びグループ分け案について”.   愛知県教育委員会 (2015年2月16日). 2019年1月14日閲覧。
13. ↑  郵便番号簿 平成29年度版 - 日本郵便. 2019年03月10日閲覧 (PDF)

### 書籍
1. 1 2 3 4  名古屋市計画局 1992, p. 759.
2. 1 2 3 4 5 6 7 8 9  「角川日本地名大辞典」編纂委員会 1989, p. 1505.

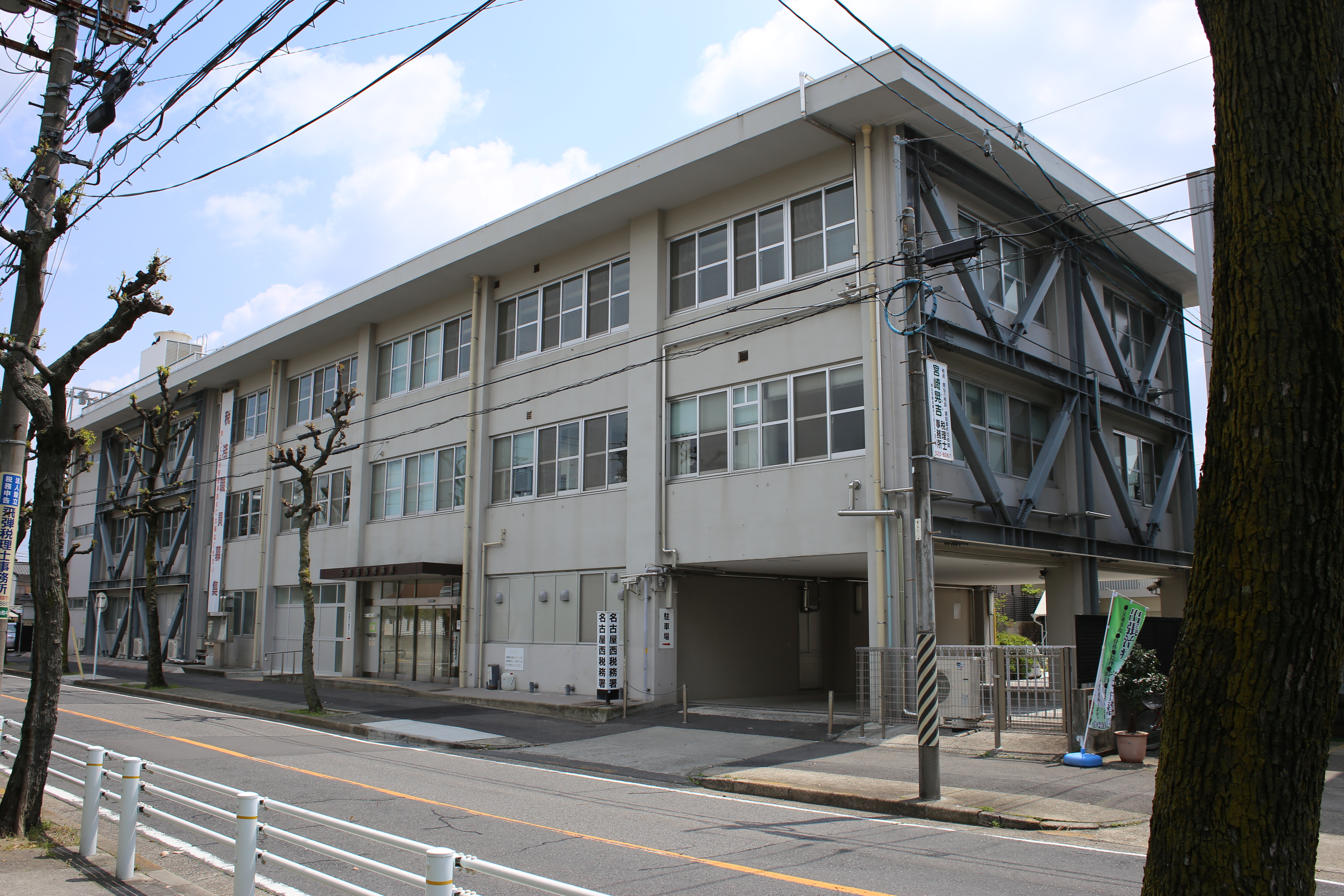
名古屋西税務署

3. 1 2 3 4 5  名古屋市計画局 1992, p. 217.
4. ↑  中根洋治 2012, p. 102.
5. 1 2 3 4  名古屋市計画局 1992, p. 760.
6. ↑  名古屋市計画局 1992, pp. 759–760.
7. 1 2  名古屋市計画局 1992, p. 756.
8. ↑  『日本紳士録 第28版』名古屋1 - 115頁（国立国会図書館デジタルコレクション）。2024年1月31日閲覧。
9. ↑  名古屋市計画局 1992, p. 218.
10. ↑  『人事興信録 第5版』い22頁（国立国会図書館デジタルコレクション）。2024年1月28日閲覧。
11. ↑  『人事興信録 第7版』い173頁（国立国会図書館デジタルコレクション）。2021年11月4日閲覧。
12. ↑  『人事興信録 第12版 上』イ215頁（国立国会図書館デジタルコレクション）。2021年11月4日閲覧。
13. 1 2  『人事興信録 第8版』ト46、ト49頁（国立国会図書館デジタルコレクション）。2024年1月29日閲覧。